# Detektyw w habicie
Detektyw w habicie (oryg. Che Dio ci aiuti) – włoski serial kryminalno-komediowy. 
Serial emitowany w Polsce w TV Puls od 17 marca 2014 roku, od 8 kwietnia 2014 roku premierowo wyemitowano 2 sezon serialu w TV Puls. Emisja odcinków odbywała się do 5 maja 2014 roku od poniedziałku do piątku od 8.45-10.02.
Główną bohaterką jest siostra Angela, zakonnica po przejściach, która w wolnych chwilach rozwiązuje zagadki kryminalne.

## Obsada
- Elena Sofia Ricci: siostra Angela
- Miriam Dalmazio: Margherita Morbidelli
- Francesca Chillemi: Azzurra Leonardi
- Valeria Fabrizi: siostra Costanza
- Massimo Poggio: Marco Ferrari
- Serena Rossi: Giulia Sabatini
- Laura Gaia Piacentile: Cecilia Sabatini
- Lino Guanciale: Guido Corsi
- Rosa Diletta Rossi: Chiara Alfieri
- Laura Glavan: Nina Cristaldi
- Cesare Kristian Favoino: Davide Corsi